# Etatsdepartement im Reichsmarineamt
Die Etatsabteilung existierte bis 3. April 1905 als eigenständige Abteilung im Reichsmarineamt. Anschließend wurde diese bis Ende März 1914 dem Verwaltungsdepartement unterstellt.
Von Oktober 1900 bis Januar 1904 war Eduard von Capelle Vorstand der Etatsabteilung, welcher später Direktor des Verwaltungsdepartements wurde. Anschließend war der Kapitän zur See/Konteradmiral Harald Heinrich Dähnhardt Abteilungschef und blieb dies auch bis nach der Überführung in ein eigenes Departement.
Als Etatsabteilung war 1905 folgende Gliederung vorhanden:
- Einmalige Ausgaben und Abrechnung (E I)
- Einnahmen und fortdauernde Ausgaben (E II)

Ende März 1914 wurde gemeinsam mit der Kiautschouabteilung (ehemals die Abteilung A III des Allgemeinen Marinedepartements) und der Pensionsabteilung das neue eigenständige Etatsdepartement (E) gebildet. Die Gliederung war dann bis Kriegsende:
- Etatsabteilung (E I)
- Pensionsabteilung (E II)
- Kiautschouabteilung (E III)

## Direktoren des Etatsdepartements
- Vizeadmiral Harald Heinrich Dähnhardt: von der Einrichtung 1914 bis Januar 1916
- Kapitän zur See/Konteradmiral Franz Brüninghaus: ab 1. August 1916 bis 1919

## Bekannte Personen (Auswahl)
- Kapitän zur See Waldemar Vollerthun: von März 1908 bis März 1910 in der Abteilung für militärische Fragen der Schiffskonstruktion und Waffenausbildung (A V) des Allgemeinen Marinedepartements, von April 1912 bis November 1914 Chef der Abteilung Zentralverwaltung für das Schutzgebiet Kiautschou (A III)
- Korvettenkapitän Ernst Batsch: von November 1915 bis Kriegsende als Dezernent in der Etatsabteilung